# عبد الله أبو زمع
عبد الله محمد أبو زمع (مواليد 4 أبريل 1976) هو مدرب ولاعب كرة قدم أردني سابق كان يجيد اللعب في مركز الوسط الهجومي مع الوحدات والمنتخب الأردني حتى اعتزاله في 25 يناير 2005. يدرب حالياً نادي نفط ميسان العراقي.
عمل أبو زمع مساعد مدرب بالمنتخب الوطني الأردني من عام 2004 إلى 2009؛ كما عمل أيضا مدرب لنادي الوحدات، وفاز معه بلقب الدوري الأردني مرتين في موسم 2013–14 وموسم 2014-15 وكأس الأردن 2013-14 وكأس الكؤوس الأردنية 2014 .، كما عمل مدرب بنادي الكويت الكويتي لموسم 2011/2012. عاد للمنتخب الأردني كمدرب بعد استقالته من نادي الوحدات وعاد للوحدات مره أخرى في موسم 2019-2020، يعمل حاليا كمدير فني لنادي الوحدات الأردني

## روابط خارجية
- عبد الله أبو زمع على موقع الاتحاد الدولي (مؤرشف)  (الإنجليزية)
- عبد الله أبو زمع على موقع ناشيونال فوتبول تيمز (الإنجليزية)
- عبد الله أبو زمع على موقع كووورة